# Josh Leivo
Joshua „Josh“ Leivo (* 26. Mai 1993 in Innisfil, Ontario) ist ein kanadischer Eishockeyspieler, der seit August 2025 beim HK Traktor Tscheljabinsk aus der Kontinentalen Hockey-Liga (KHL) unter Vertrag steht. Zuvor war der linke Flügelstürmer unter anderem für die Toronto Maple Leafs, Vancouver Canucks, Calgary Flames, Carolina Hurricanes und St. Louis Blues in der National Hockey League (NHL) aktiv.

## Karriere
Leivo spielte während seiner Juniorenzeit zunächst ab Sommer 2010 für die Sudbury Wolves in der Ontario Hockey League, ehe er im Januar 2013 zum Ligakonkurrenten Kitchener Rangers transferiert wurde. Während der Zeit in Sudbury war er im NHL Entry Draft 2011 in der dritten Runde an 86. Stelle von den Toronto Maple Leafs aus der National Hockey League (NHL) ausgewählt worden.
Die Maple Leafs verpflichteten ihren Draft-Pick schließlich im März 2013 fest, nachdem er bereits im Frühjahr 2012 sein Profidebüt für das Farmteam Toronto Marlies in der American Hockey League (AHL) gegeben hatte. Im Profibereich setzten die Maple Leafs den linken Flügelstürmer seither hauptsächlich bei den Marlies in der AHL ein. Sein NHL-Debüt feierte er im Verlauf der Saison 2013/14, wo er fortan sporadisch zu Einsätzen kam. Nach über fünf Jahren in der Organisation der Leafs wurde Leivo im Dezember 2018 an die Vancouver Canucks abgegeben, die im Gegenzug Michael Carcone nach Toronto schickten. Dort war er knapp zwei Spielzeiten aktiv, ehe sein auslaufender Vertrag nach der Spielzeit 2019/20 nicht verlängert wurde, sodass er sich im Oktober 2020 als Free Agent den Calgary Flames anschloss. In gleicher Weise wechselte er im Juli 2021 zu den Carolina Hurricanes. Mit dem Farmteam der Hurricanes, den Chicago Wolves, gewann er in der Saison 2021/22 die AHL-Playoffs um den Calder Cup und wurde dabei als MVP der post-season mit der Jack A. Butterfield Trophy ausgezeichnet.
Im Juli 2022 wechselte er – abermals als Free Agent – für ein Jahr zu den St. Louis Blues, ehe er sich im September 2023 Salawat Julajew Ufa aus der Kontinentalen Hockey-Liga (KHL) anschloss. Dort schloss der Kanadier die Saison 2024/25 als Topscorer und bester Torschütze der Hauptrunde ab. Folglich erhielt Leivo die Auszeichnung als wertvollster Spieler der Liga in Form des Goldenen Stocks. Im August 2025 wechselte er innerhalb der KHL zum HK Traktor Tscheljabinsk.

## Erfolge und Auszeichnungen
- 2016 Teilnahme am AHL All-Star Classic
- 2022 Calder-Cup-Gewinn mit den Chicago Wolves
- 2022 Jack A. Butterfield Trophy
- 2025 KHL-Spieler des Monats Januar
- 2025 KHL-Spieler des Monats März
- 2025 Goldener Stock
- 2025 Topscorer der KHL-Hauptrunde
- 2025 Bester Torschütze der KHL-Hauptrunde
- 2025 Bester Vorlagengeber der KHL-Playoffs

## Karrierestatistik
Stand: Ende der Saison 2024/25
(Legende zur Spielerstatistik: Sp oder GP = absolvierte Spiele; T oder G = erzielte Tore; V oder A = erzielte Assists; Pkt oder Pts = erzielte Scorerpunkte; SM oder PIM = erhaltene Strafminuten; +/− = Plus/Minus-Bilanz; PP = erzielte Überzahltore; SH = erzielte Unterzahltore; GW = erzielte Siegtore; 1 Play-downs/Relegation; Kursiv: Statistik nicht vollständig)